# میتاگی
میتاگی (به لاتین: Mitagi) یک منطقهٔ مسکونی در روسیه است که در داغستان واقع شده‌است.